# Gaediopsis
Gaediopsis – rodzaj muchówek z rodziny rączycowatych (Tachinidae).

## Wybrane gatunki[1]
- G. flavipes Coquillett, 1895
- G. lugubris (Wulp, 1890)
- G. mexicana Brauer & von Bergenstamm, 1891
- G. ocellaris Coquillett, 1902
- G. organensis (Townsend, 1908)
- G. rubentis (Reinhard, 1961)
- G. setosa Coquillett, 1897
- G. sierricola (Townsend, 1908)
- G. vinnula (Reinhard, 1961)